# Гайес-енд-Гарлінгтон (станція)
51°30′11″ пн. ш. 0°25′09″ зх. д. / 51.50294° пн. ш. 0.41912° зх. д.

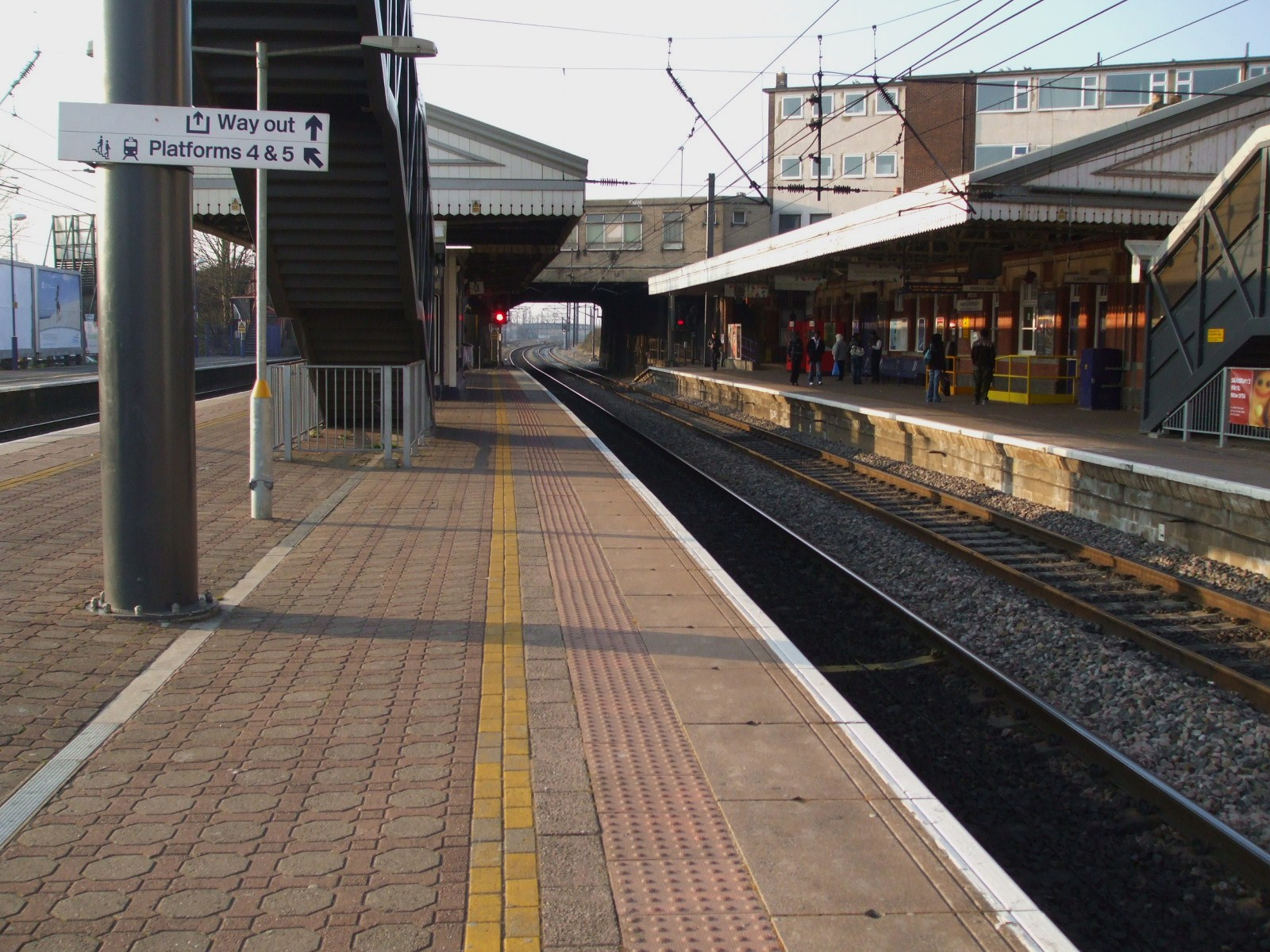
Платформа станції Гайес-енд-Гарлінгтон

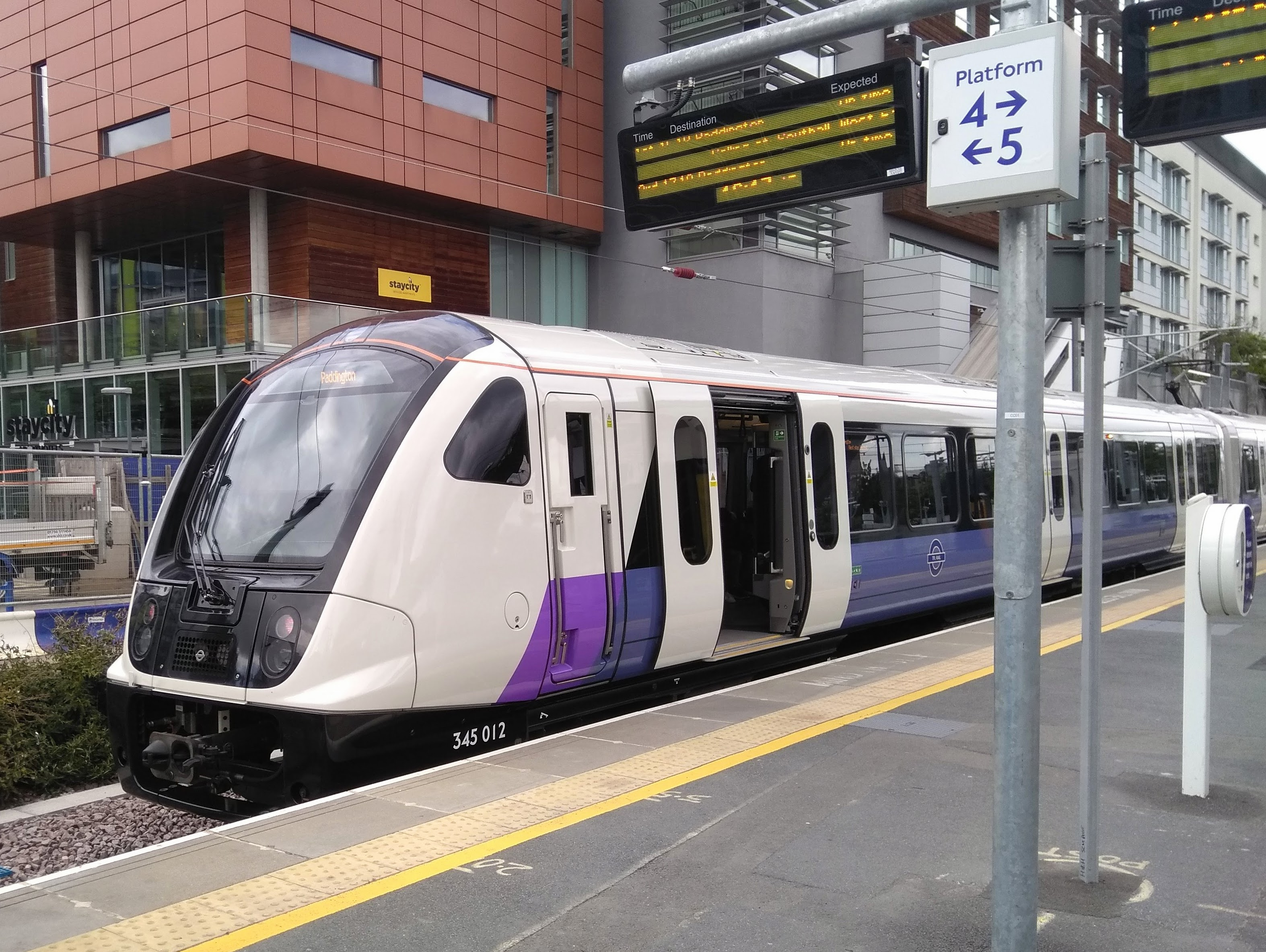
Class 345 unit на платформі 5 станції Гайес-енд-Гарлінгтон

Гайес-енд-Гарлінгтон (англ. Hayes & Harlington)— станція Great Western main line обслуговує райони Гайес та Гарлінгтон у лондонському боро Гарлінгтон. Розташована у 5-й тарифній зоні, за 17.5 км від станції Паддінгтон. В 2017 році пасажирообіг станції становив 3.805 млн пасажирів Обслуговується потягами Great Western Railway, TfL Rail. З осені 2019 року, TfL Rail має стати складовою маршруту Crossrail.
Станцію було відкрито у 1868 або 1864 у складі Great Western Railway.

## Пересадки
Пересадки на автобуси маршрутів: 90, 140, 195, 350, E6, H98, U4, U5

## Послуги
| Попередня станція | Лінія | Лінія                                         | Лінія | Наступна станція          |
| ----------------- | ----- | --------------------------------------------- | ----- | ------------------------- |
| Вест-Дрейтон      |       | Great Western Railway Great Western main line |       | Саутолл або Ілінг-Бродвей |
| Вест-Дрейтон      |       | Crossrail Elizabeth line                      |       | Саутолл                   |
| Хітроу-Центральне |       | Crossrail Elizabeth line                      |       | Саутолл                   |